# Francesco Rossi (hockeista su pista)
Francesco Rossi, detto Chicco (Bassano del Grappa, 13 giugno 1993), è un hockeista su pista italiano, di ruolo attaccante.
Attaccante col fiuto del goal e dalle abilità senza eguali, Rossi è stato uno dei protagonisti del Sarzana delle favole, che fra il 2018 e il 2022 ha raggiunto due finali di Coppa CERS, e nei suoi ultimi due anni di carriera prima della pausa dall’hockey ha fatto parte della formazione del Grande Forte, periodo d’oro dell’Hockey Club Forte dei Marmi.

## Biografia
Nasce il 13 giugno del 1993 dall’unione di Eddi e Maria Grazia, ed è fratello minore di Edoardo.
Il padre era vicepresidente del Roller Bassano, squadra dove Francesco inizia a giocare.
Due volte laureato, la prima in scienze motorie sportive e la seconda in scienze motorie per l’esercizio fisico per il benessere e la salute.
Nel 2012 si trasferisce a Forte dei Marmi e conosce Chiara Zucchi, karateka di alto livello e sua futura moglie.
Dall’unione con Chiara, con il quale si sposa nel 2022, nasce Filippo.
Nel 2018 inizia la professione di personal trainer aprendo il suo studio privato con la moglie a Vittoria Apuana.
È da sempre un grande appassionato di golf, tennis, nba e formula 1.

## Carriera

### Giovanili
Inizia a giocare a hockey all’età di 4 anni per seguire le orme del fratello Edoardo.
La sua prima allenatrice fu Chiara Marchesini e nel giro di pochi anni vince cinque campionati giovanili con il Roller Bassano (due campionati U-13, due U-14 e uno U-17). 
Finisce il periodo nelle giovanili nell’hockey Valdagno con il quale vince la Coppa Italia giovanile.
Con la nazionale italiana raggiunge una finale degli europei u-17 e un terzo posto nei mondiali u-20.

### Gli Inizi
Esordisce in prima squadra in Serie A1 con il Roller Bassano nel 2009, ma il suo primo vero anno in serie A è nel 2010, anno in cui segna 15 goal e si dimostra come un giovane talento dell’hockey italiano.
Le sue prestazioni vengono notate dall’Hockey Valdagno, dove arriva nel 2011 e trova Riccardo Gnata, che sarà suo futuro compagno di squadra anche nell’Hockey Forte nel 2017. 
Nell’annata al Valdagno Rossi non rientra fra i titolari, ma nei quarti di finale di champions league segna un goal memorabile contro il Benfica, che fece il giro del Web.
Con il Valdagno Rossi vince la sua prima Supercoppa e il suo primo campionato italiano.
L’anno successivo Rossi viene adocchiato da Roberto Crudeli, allenatore dell’Hockey Club Forte dei Marmi, che fa di tutto per portarlo in Versilia. 
Rossi inizia così la sua prima avventura al Forte dei marmi, con il quale arriva in semifinale dei playoff scudetto nei quali viene eliminato dallo stesso Valdagno.
Rossi cerca però più minutaggio e decide di trasferirsi al Prato, allenato da Enrico Bernardini. Con il Prato Rossi segna per la prima volta nella sua carriera più di 30 goal.
Rientra così negli obbiettivi dell’Hockey Lodi, che lo acquista nel 2014, ma termina la stagione al 9º posto in classifica.

### Prima tappa al Sarzana e ritorno al Forte
Nel 2015 Rossi si trasferisce al Sarzana, anno in cui la squadra attraversa una stagione difficile, ma riesce comunque a salvarsi all’ultima giornata di campionato e Rossi a livello individuale riesce a raggiungere la doppia cifra di reti segnate.
Nel secondo anno al Sarzana la squadra rinasce, arriva settima in campionato e arriva ai quarti dei playoff scudetto (ove verrà eliminata dall’Hockey forte) e raggiunge la final four di Coppa CERS.
Nel 2017 Rossi ritorna al Forte dei Marmi voluto da Gigio Bresciani, nella squadra rossoblù ritrova Riccardo Gnata. In quell’anno il Forte vince la Supercoppa italiana e perde la finale scudetto contro il Lodi.
Dopo un anno con il Forte Rossi decide di tornare al Sarzana.

### L’esplosione al Sarzana
All’arrivo al Sarzana la squadra si presenta come un club da bassa classifica e con l’obbiettivo salvezza, ma i nuovi innesti argentini del club Francisco Ipiñazar e Danilo Rampulla e l’esplosione di Francesco Rossi permettono al club di raggiungere i quarti di finale dei playoff scudetto, una finale di Coppa Italia e una storica finale di Coppa CERS persa contro il Lleida.
Il Sarzana vincendo la seconda e ultima edizione della Federation Cup 2018-2019, competizione in cui Rossi si conferma un prolifico marcatore.
A livello individuale Rossi vince il titolo di capocannoniere della Coppa Italia con quattro goal e nella regular season segna più di 30 goal.
L’anno successivo il Sarzana gioca per la prima volta nella sua storia in Champions League e comincia in modo eccellente l’annata nonostante l’addio di Rampulla, ma l’arrivo della pandemia di COVID-19 sospende definitivamente la stagione.
Nella stagione 2020-2021 Il Sarzana fa 51 punti in classifica (record di squadra fino a quel momento, superato nel 2024 per un punto) raggiunge i quarti di finale dei playoff scudetto (dove verranno eliminati dal Follonica) e la semifinale di Coppa Italia.
A livello europeo il Sarzana raggiunge un'altra volta ancora la final eight di Coppa Cers e perde la finale di nuovo contro il Lleida.
Nella stagione 2021-2022 Rossi riconferma le sue prestazioni degli anni passati, ma la squadra vive un anno altanelante: arriva decima in campionato, ma vince la Coppa Italia il primo trofeo di prestigio del Sarzana.

### Il ritorno al Forte

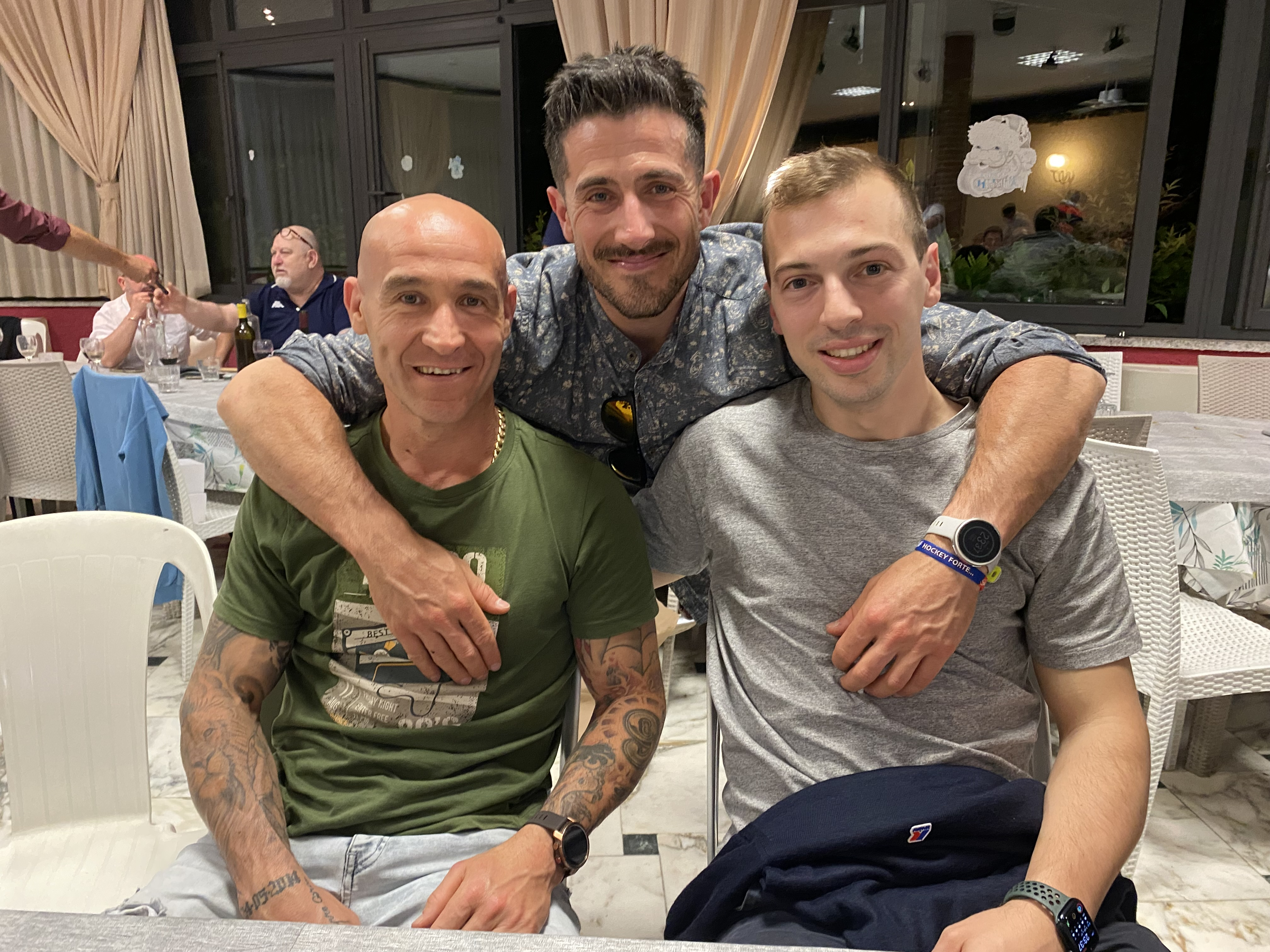
Partendo da sinistra: Pedro Gil Gómez, Elia Cinquini e Francesco Rossi.

Nel 2022 approda per la terza volta nella sua carriera al Forte dei Marmi, dove ritrova: Riccardo Gnata, Elia Cinquini ed Enric Torner.
Nel suo primo anno al Forte Rossi segna 20 goal fra coppa, regular season e playoff. La squadra arriva in finale scudetto, ma perde contro il Trissino.
Nel suo ultimo anno prima della pausa dall’Hockey Rossi gioca sempre con il Forte, che ha come obbiettivo la vittoria del campionato.
La squadra si presenta come una delle migliori formazioni della storia del club, con una rosa formata da grandi campioni: Riccardo Gnata fra i pali, Enric Torner, Francisco Ipiñazar, Elia Cinquini e Joan Galbàs in difesa e in attacco oltre allo stesso Rossi la formazione rossoblù può contare su Francesco Compagno e Federico Ambrosio, quest’ultimo alla fine della stagione vincerà il titolo di capocannoniere del campionato.
Il Forte raggiunge le semifinali di Coppa Italia contro il Lodi. Terminata la partita (vinta dal Forte) Rossi corre in ospedale, dove nella notte fra il 23 e il 24 marzo, nasce suo figlio Filippo Rossi.
Il Forte conduce una stagione da favola, vincendo la Coppa Italia e arrivando in finale scudetto contro il Trissino.
Federico Ambrosio si infortunia durante le semifinali e salterà tutte le finali scudetto.
La gara 1 si gioca al PalaDante di Trissino e il Forte esce sconfitto per 6-5, ma si rifà a gara 2 giocata in casa vinta per 4-3 grazie a un rigore segnato da Enric Torner a 0.0 secondi dalla fine della partita.
Durante gara 2 però Pedro Gil viene espulso e il Forte arriva a gara 3 con solamente Rossi e Compagno in attacco, ciò però non fermerà il Forte dal battere il Trissino per 5-2.
Durante gara 3 inoltre Rossi viene morso due volte sulla spalla sinistra dal capitano del Trissino João Pinto, che non riceverà nessuna sanzione per questo.
Il Forte alla fine trionferà a gara 5 diventando per la quinta volta nella sua storia campione d’Italia.
Alla fine della stagione Rossi decide di non rinnovare il contratto con il Forte e resta svincolato, con l’intenzione di dedicarsi alla sua vita privata.

### Il ritorno all’hockey
A gennaio 2025 Rossi torna al Forte dei Marmi, dopo l’infortunio di Patricio Ipiñazar che ha messo in difficoltà il club rossublù, così facendo Rossi ha dimostrato ancora una volta il suo attaccamento per la maglia fortemarmina.

## Palmarès

### Club
- Supercoppa italiana: 2

Valdagno: 2011
Forte dei Marmi: 2017
- Campionato italiano: 2

Valdagno: 2011-2012
Forte dei Marmi: 2023-2024
- Federation Cup: 1

Sarzana: 2018-2019
- Coppa Italia: 2

Sarzana: 2021-2022
Forte dei Marmi: 2023-2024

### Individuale
- Capocannoniere della Coppa Italia: 1